# Grande dizionario universale del XIX secolo

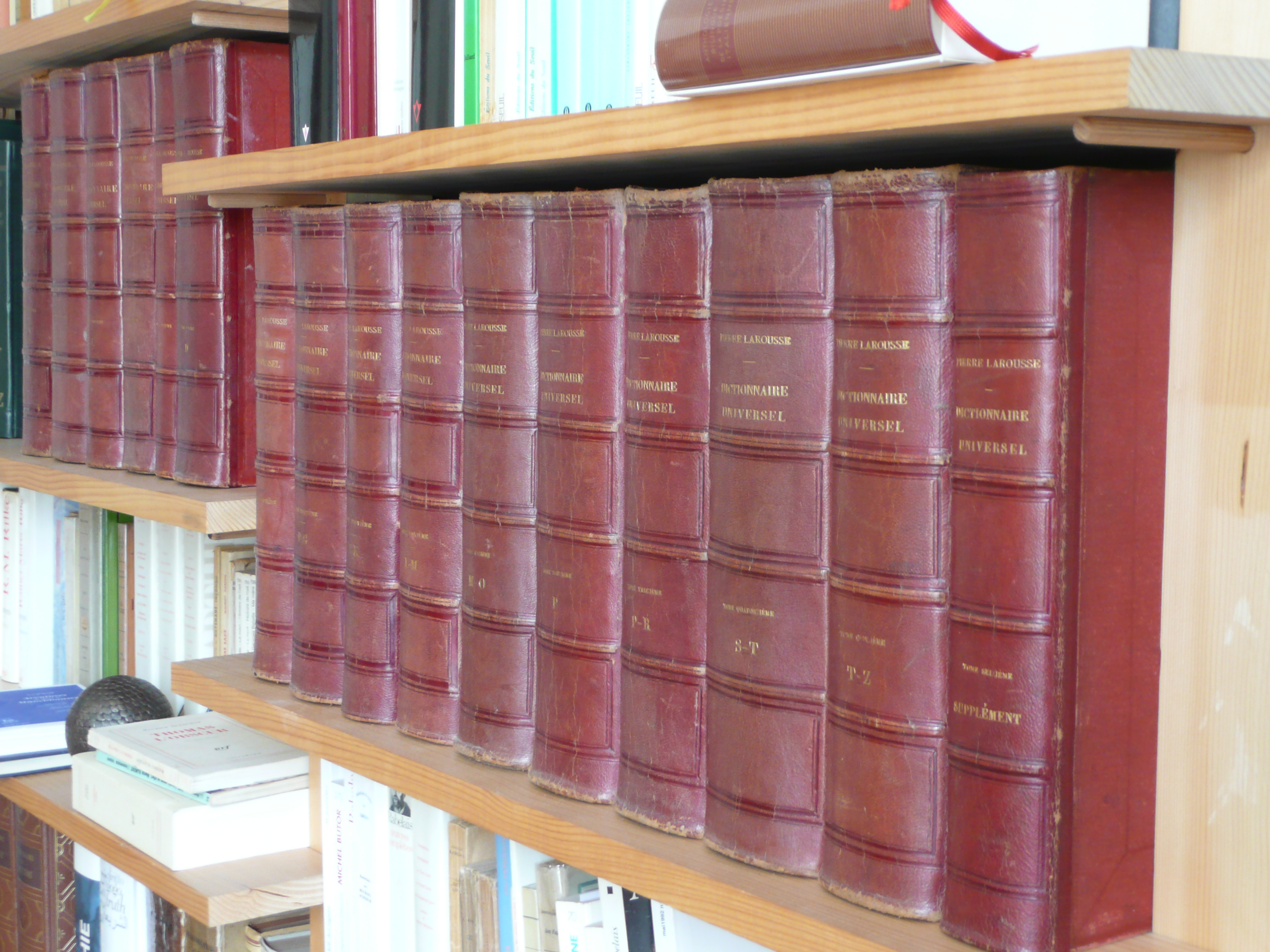
Grand Larousse du XIXe siècle.

Il Grand dictionnaire universel du XIXe siècle, spesso chiamato Grand Larousse du dix-neuvième è un dizionario enciclopedico, opera di Pierre Larousse.

## Descrizione
Consta di 17 volumi di 1500 pagine ciascuno. I volumi 1-15 vanno dalla A alla Z e furono realizzati tra il 1866 e il 1876.  I volumi 16 e 17 sono due supplementi e furono pubblicati nel 1877 e nel 1878. Larousse pubblicò poi altri supplementi sotto forma di una rivista, chiamata Revue encyclopédique (1891-1900) e poi Revue universelle (1900-1905).